# Ґоетія

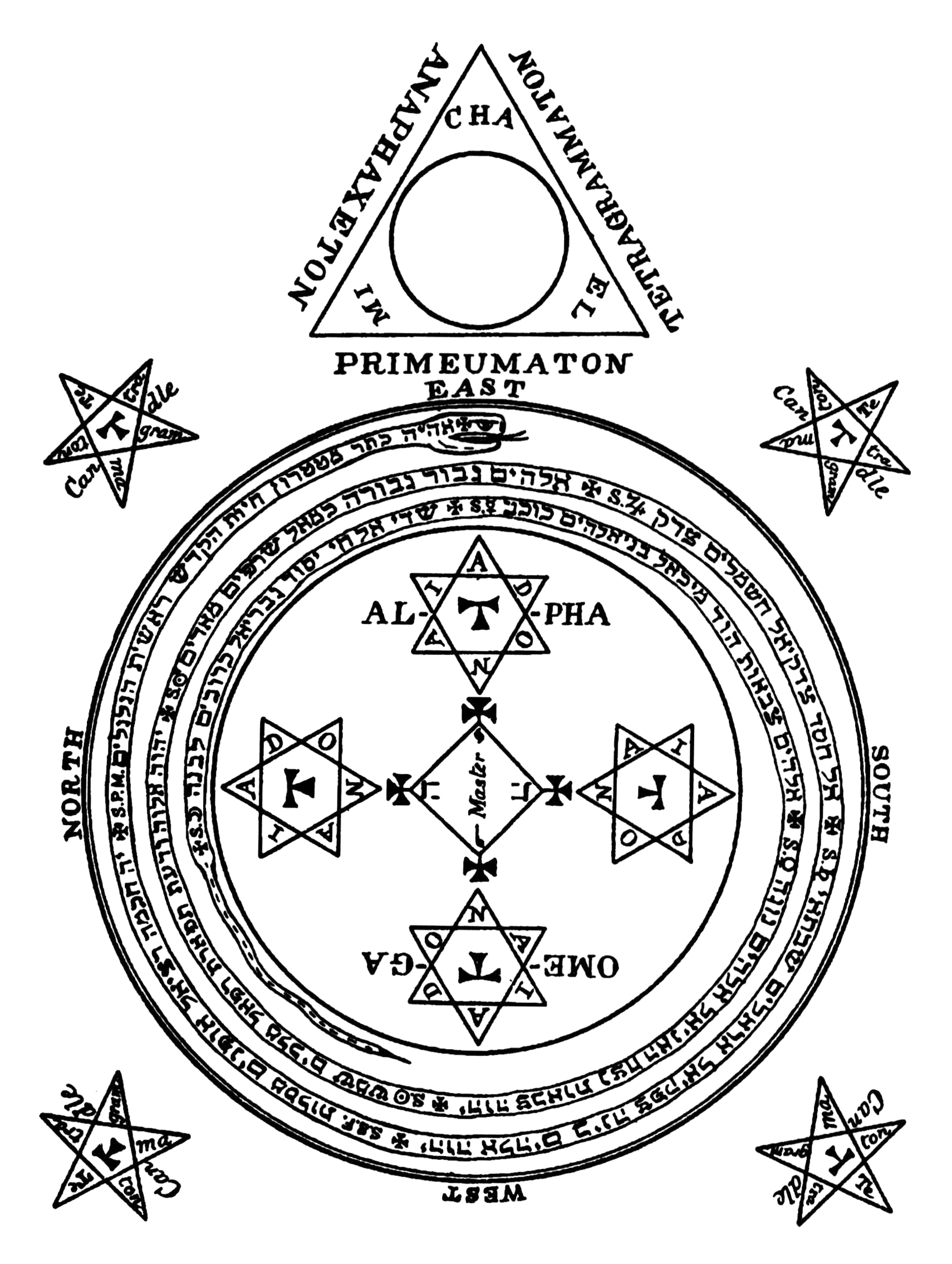
Магічне коло та трикутник, магічні об’єкти/символи, що використовуються для виклику сімдесяти двох духів Ars Goetia

Ґоетія (ґеція) (з дав.-гр. γοητεία — «чаклунство, ворожіння, чари») — різновид європейської магії, яку часто називають чаклунством, що передавалася через ґримуари — книги з інструкціями щодо проведення магічних практик. Термін «ґоетія» бере свій початок від грецького слова «γόης» (ґоес), яке спочатку позначало віщунів, магів, цілителів і провидців. Спочатку вона мала значення низької магії, під якою розуміли шахрайську або оманливу магію на відміну від теургії, що вважалася божественною магією. Ґримуари, також відомі як «книги заклинань» або «книги чар», служать інструктивними посібниками для різноманітних магічних дійств. Вони охоплюють створення магічних предметів, накладання заклинань, проведення ворожіння та викликання надприродних істот, таких як ангели, духи, божества та демони. Хоча термін «ґримуар» походить з Європи, подібні магічні тексти були знайдені в різних культурах по всьому світу.
Історія ґримуарів сягає корінням у стародавню Месопотамію, де магічні заклинання записували на клинописних глиняних табличках. Стародавні єгиптяни також використовували магічні практики, зокрема заклинання, нанесені на амулети. Магічна система Стародавнього Єгипту, обожествлена в образі бога Хека, зазнала змін після македонського вторгнення під проводом Александра Македонського. Розвиток коптської писемності та Александрійської бібліотеки ще більше вплинули на розвиток магічних текстів, які з простих заклинань перетворилися на такі, що охоплюють різні аспекти життя, в тому числі фінансовий успіх та самореалізацію. З’явилися такі легендарні постаті, як Гермес Трисмегіст, пов'язані з писемністю та магією, що сприяло створенню магічних книг.
Протягом історії різні культури робили свій внесок у магічні практики. У ранньому християнстві деякі гностичні секти використовували ґримуари, а такі тексти, як Книга Еноха, містили астрологічну та інформацію про янголів. Ізраїльського царя Соломона пов'язували з магією та чаклунством, приписуючи йому книгу з заклинаннями для виклику демонів. У псевдоепіграфічному «Заповіті Соломона», одному з найдавніших магічних текстів, розповідається про використання Соломоном магічного персня для управління демонами. З приходом християнства книги про магію не схвалювалися, а поширення магічних практик часто асоціювалося з язичництвом. Такі настрої призводили до спалення книг та асоціювання магічних практик з єрессю і чаклунством.
Магічне відродження Ґоетії набрало обертів у 19 столітті, на чолі якого стояли постаті як-от Еліфас Леві та Алістер Кроулі. Вони інтерпретували та популяризували магічні традиції, поєднуючи елементи кабали, герметизму та церемоніальної магії. Леві наголошував на особистій трансформації та етичних наслідках, тоді як роботи Кроулі поєднували різні містичні філософії. Сучасні практики окультизму і езотерики продовжують взаємодіяти з ґоетією, спираючись на історичні тексти та адаптуючи ритуали відповідно до особистих переконань. Навколо ґоетії точаться етичні дебати, дехто ставиться до неї з обережністю через потенційні ризики взаємодії з могутніми сутностями. Інші розглядають її як засіб внутрішньої трансформації та саморозвитку.

## Історія ґримуарів

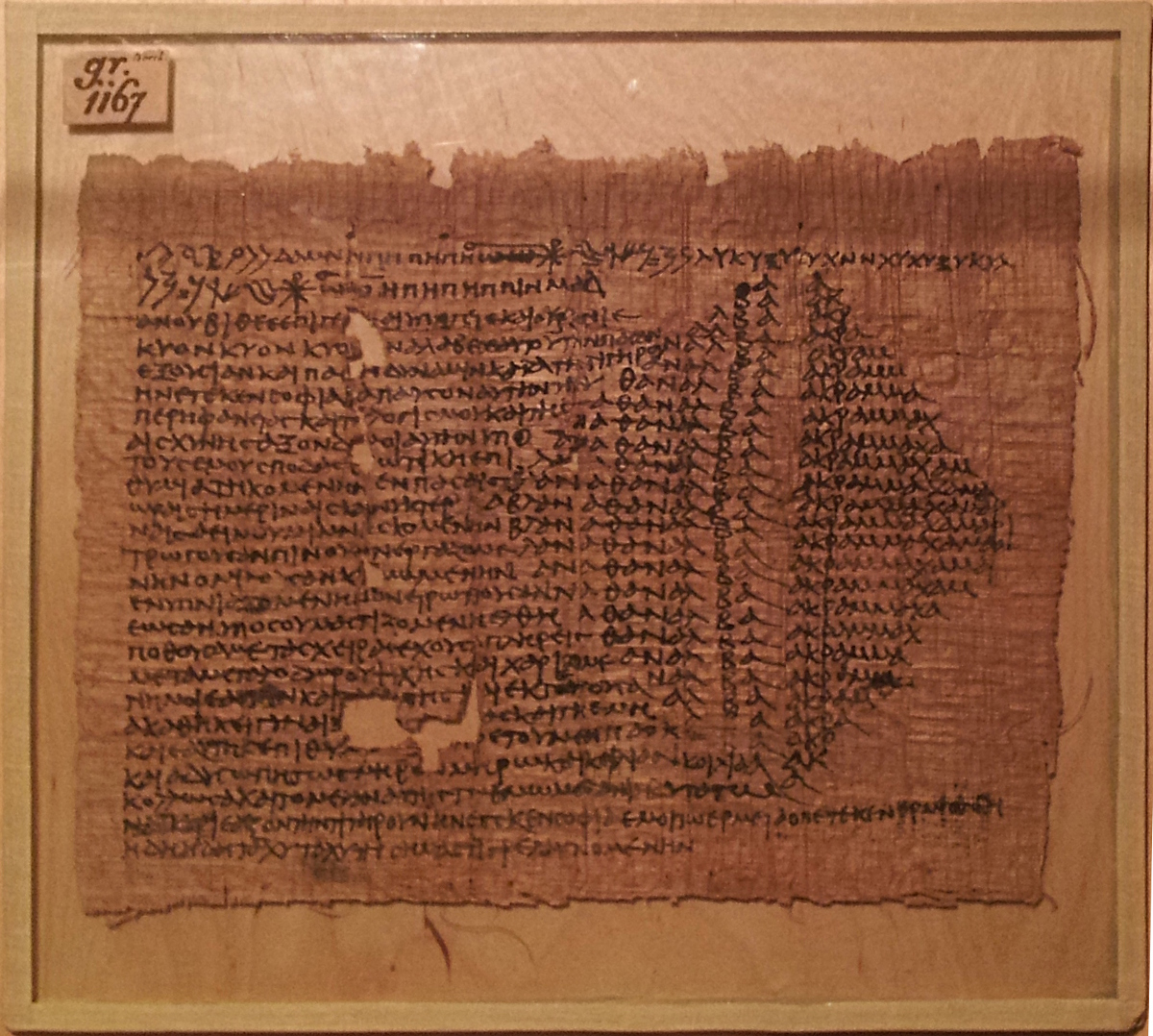
Сторінка з грецьких магічних папірусів, ґримуарів античності

Ґримуар (також відомий як «книга заклинань» або «магічна книга») — це підручник з магії, що зазвичай містить інструкції про те, як створювати магічні предмети як-от талісмани та амулети, як виконувати магічні заклинання, чари та ворожіння, а також як викликати надприродні істоти як-от ангелів, духів, божеств та демонів. Хоча термін «ґримуар» походить з Європи — і багато європейців протягом історії, особливо церемоніальні маги та мудреці, використовували ґримуари, — історик Оуен Дейвіс зауважив, що подібні книги можна знайти по всьому світу, від Ямайки до Суматри. Він також зазначив, що в цьому сенсі перші в світі ґримуари були створені в Європі та на стародавньому Близькому Сході.
Найдавніші відомі письмові магічні заклинання походять зі стародавньої Месопотамії (сучасний Ірак), які були знайдені на клинописних глиняних табличках, розкопаних археологами в місті Урук, і датувалися між 5-м і 4-м століттями до нашої ери. Стародавні єгиптяни також використовували магічні заклинання, які були знайдені на амулетах та інших предметах. Єгипетська магічна система, відома як гека, була значно змінена та розширена після того, як македонці під проводом Александра Македонського вторглися в Єгипет у 332 році до нашої ери.
Протягом наступних трьох століть елліністичного Єгипту розвинулась коптська писемність і була відкрита Александрійська бібліотека. Це, ймовірно, вплинуло на магічні книги, і тенденція у відомих заклинаннях перейшла від простих оберегів для здоров'я та захисту до більш конкретних речей, таких як фінансовий успіх та сексуальне задоволення. Приблизно в цей час з'являється легендарна постать Гермеса Трисмегіста, що є поєднанням єгипетського бога Тота та грецького Гермеса; ця постать асоціюється з писемністю і магією, а отже, і з книгами про магію.
Стародавні греки і римляни вважали, що книги про магію винайшли перси. Письменник I століття нашої ери Пліній Старший стверджував, що магію вперше відкрив стародавній філософ Зороастр приблизно в 647 році до нашої ери, але записав її лише у 5 столітті до нашої ери маг Останіс. Його твердження, однак, не підтримуються сучасними істориками. Грецькі магічні папіруси, майже через тисячоліття після падіння Месопотамії, зберігають ім'я шумерської богині Ерешкігаль.
Стародавній гебрейський часто вважався обізнаним у магії, якої, згідно з легендою, він навчився від Мойсея, який вивчив її в Єгипті. Серед багатьох стародавніх письменників Мойсей вважався скоріше єгиптянином, ніж гебреєм. У двох манускриптах, датованих, ймовірно, IV століттям, обидва з яких претендують на роль легендарної восьмої книги Мойсея (перші п'ять є початковими книгами біблійного Старого Завіту), він представлений як політеїст, який пояснював, як викликати богів і підкорювати демонів.
Тим часом є певні докази того, що ґримуари використовували певні — зокрема гностичні — секти раннього християнства. Наприклад, у Книзі Еноха, знайденій у сувоях Мертвого моря, є інформація про астрологію та ангелів. Можливо, у зв’язку з Книгою Еноха ідея про те, що Енох і його правнук Ной мали певну причетність до магічних книг, які їм дали ангели, продовжувала існувати аж до середньовіччя.
Ізраїльський цар Соломон був біблійним персонажем, який у стародавньому світі асоціювався з магією та чаклунством. Романо-єврейський історик І століття Йосип Флавій згадує про книгу, що циркулювала під ім'ям Соломона, яка містила заклинання для виклику демонів, і описує, як єврей на ім'я Елеазар використовував її для зцілення від одержимості.
Псевдоепіграфічний «Заповіт Соломона» — один із найдавніших магічних текстів. Це грецький рукопис, який приписують Соломонові, який, імовірно, був написаний або у Вавилонії, або в Єгипті десь у перші п'ять століть нашої ери, тобто через понад 1000 років після смерті Соломона. У творі розповідається про будівництво Храму і про те, що будівництву перешкоджали демони, поки архангел Михаїл не дав цареві магічний перстень. Перстень, на якому була викарбувана печатка Соломона, мав силу стримувати демонів від заподіяння шкоди. Соломон використовував його, щоб замикати демонів у глечиках і наказував іншим виконувати його волю, хоча зрештою, згідно з Заповітом, він піддався спокусі поклонитися богам Молоху та Астарті. Згодом, втративши прихильність бога Ізраїлю, цар Соломон написав цей твір як застереження і настанову для читача.
Коли християнство стало панівною вірою Римської імперії, рання Церква засуджувала поширення книг про магію, пов'язуючи її з язичництвом, і спалювала магічні книги. У Новому Завіті записано, що після того, як стало відомо про невдалий екзорцизм семи синів Скеви, багато новонавернених вирішили спалити власні магічні та язичницькі книги в місті Ефес; ця порада була прийнята в широких масштабах після приходу християн до влади.

## Магія іґоетіяв греко-римському світі

### Греція

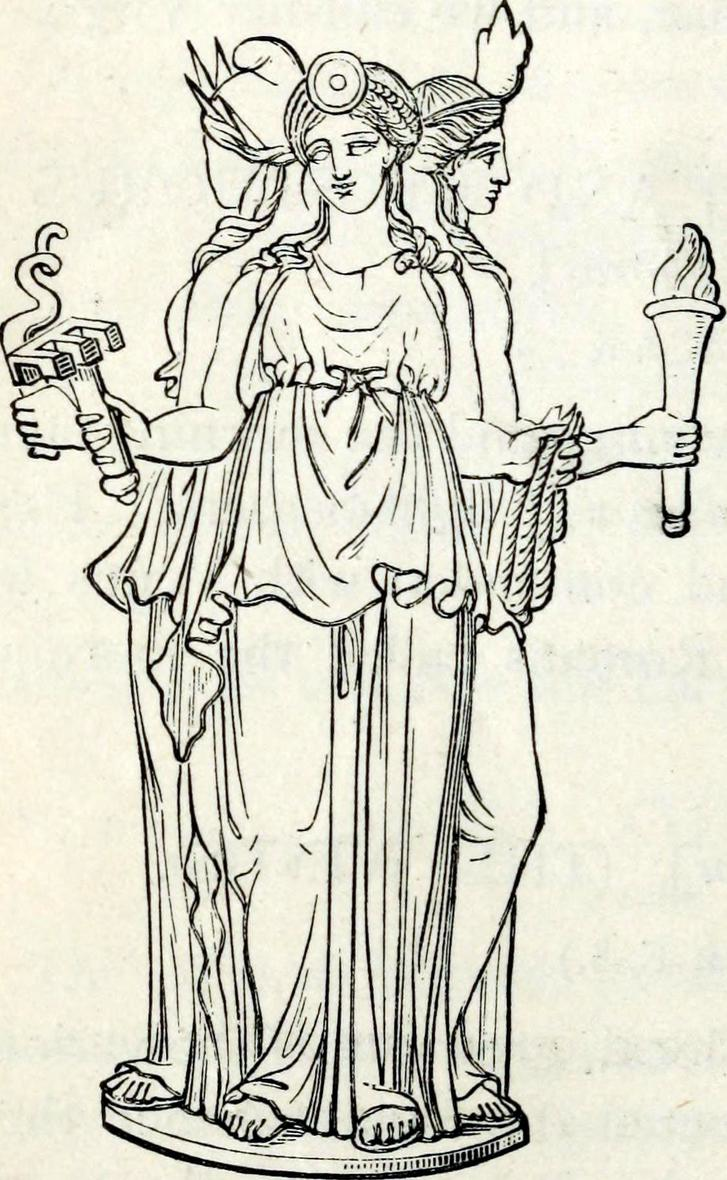
Геката, давньогрецька богиня магії

Слово «магія» походить із стародавньої Греції. Наприкінці шостого та на початку п'ятого століть до нашої ери, перське слово maguš (магуш) було грецізоване та введене в давньогрецьку мову як μάγος (магос) і μαγεία (магея). При цьому його значення трансформувалося, набувши негативних конотацій, оскільки магоси вважалися шарлатанами, чиї ритуальні практики були шахрайськими, дивними, нетрадиційними і небезпечними. Як зазначив Дейвіс, для стародавніх греків — а згодом і для стародавніх римлян — «магія не відрізнялася від релігії, а скоріше була небажаним, неправильним вираженням її — релігією іншого». Історик Річард Гордон припустив, що для стародавніх греків звинувачення в магії містило «елементи образи».
Магічні дії здебільшого поділялися на дві категорії: теургія (θεουργία) — висока магія, і ґоетія (γοητεία) — низька магія або чаклунство. Теургія в деяких контекстах з'являється просто для того, щоб прославити вид магії, який практикується — зазвичай з ритуалом асоціюється поважна постать, схожа на священика. Ґоетія була принизливим терміном, що позначав низьку, фальшиву або шахрайську магію.
Катадесмої (лат. defixiones) — прокляття, написані на воскових або свинцевих табличках і закопані під землею, часто застосовувалися всіма верствами грецького суспільства, іноді для захисту всього поліса. Сусплільні прокляття, які виконувалися публічно, занепали після грецького класичного періоду, але особисті прокляття практикувались впродовж всієї античності. Вони вирізнялися як магічні своїми індивідуалістичними, інструментальними та зловісними якостями. Ці якості, а також їхнє уявне відхилення від мінливих за своєю суттю культурних конструктів нормальності найбільш чітко відмежовують давню магію від релігійних ритуалів, частиною яких вона є.
Була знайдена та перекладена велика кількість магічних папірусів грецькою, коптською та демотичною мовами.. Вони містять ранні приклади:
- використання магічних слів, які, за повір'ям, мають силу керувати духами[25];
- використання таємничих символів або сигіл, які вважаються корисними для виклику духів[26].

У першому столітті до нашої ери грецьке поняття magos було запозичене латиною і використовувалося низкою давньоримських письменників як magus і magia. Найдавніше відоме латинське використання цього терміну було в «Еклозі» Вергілія, написаній близько 40 р. до н.е., де йдеться про magicis... sacris (магічні обряди). Римляни вже мали інші терміни для позначення негативного використання надприродних сил як-от veneficus і saga. Римляни використовували цей термін так само, як і греки, але робили більший акцент на його судовому застосуванні.

### Римська імперія
У давньоримському суспільстві магія асоціювалася з суспільствами на схід від імперії. Наприклад, письменник першого століття нашої ери Пліній Старший стверджував, що магію створив іранський філософ Зороастр, а потім була перенесена на захід до Греції магом Останієм, який супроводжував військові походи перського царя Ксеркса.

У Римській імперії були прийняті закони, що криміналізували те, що вважалося магією. Практика магії була заборонена в пізньоримському світі, про що свідчить «Кодекс Феодосіяна» (438 р. н. е.):
Якщо в моїй свиті або в свиті цезаря буде затриманий якийсь чарівник або людина, просякнута магічною заразою, яка за звичаєм народу називається чарівником [...], то він зазнає покарання і тортур незважаючи на звання.

#### Defixionesта чаклунство в Римській Британії

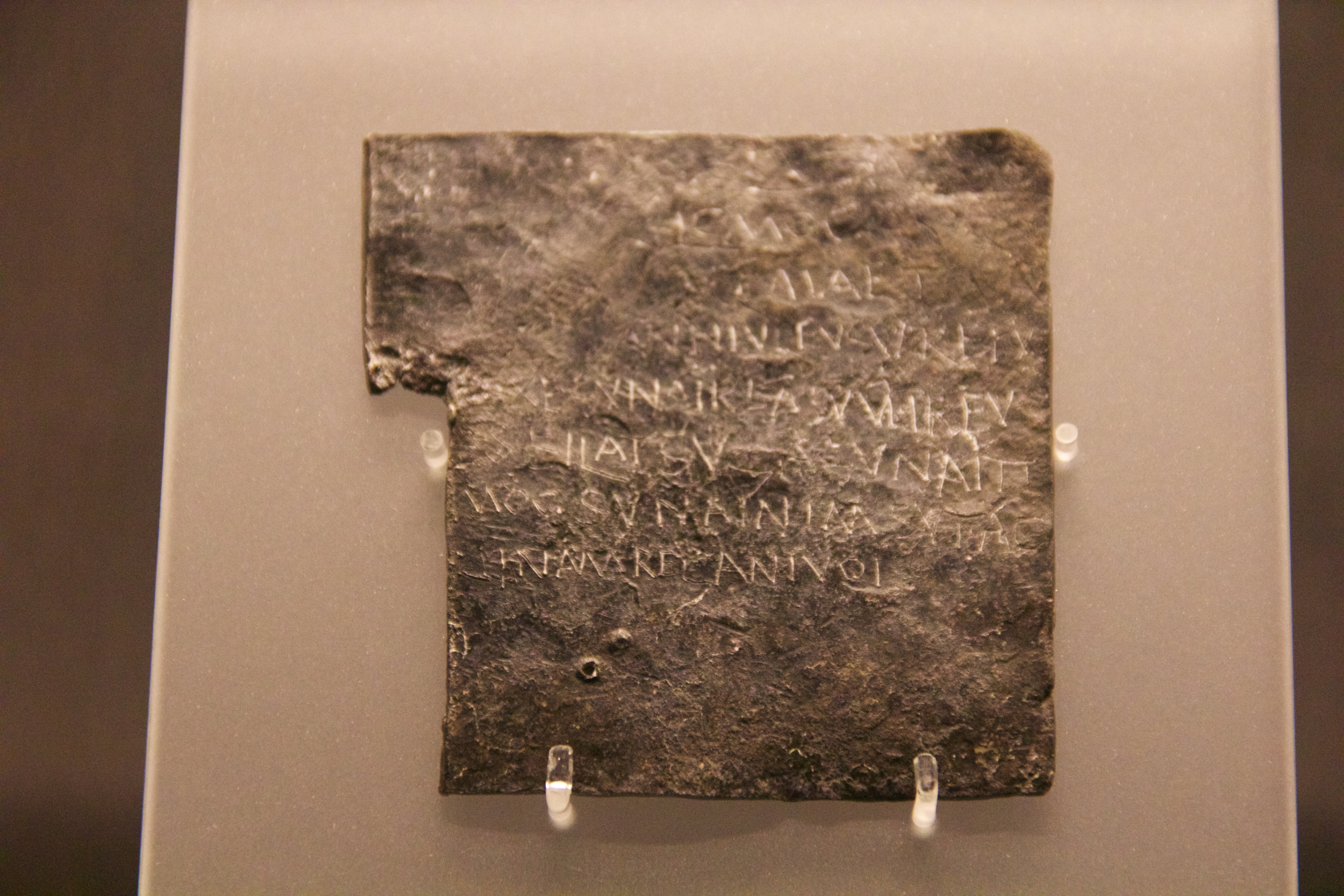
Одна зі 130 табличок з прокляттям Бата. Напис з британської латини перекладається так: «Нехай той, хто забрав у мене Вільвію, стане рідким, як вода. Нехай німим стане той, хто так непристойно поглинув її».

Крістофер А. Фараоне пише: «У пізній античності ми бачимо, що богиня, до якої зверталися як до Гекати Ерешкігаль, була корисною як у захисній магії, так і в прокляттях. [...] вона також з'являється на низці проклятих табличок [...]». Робін Мелроуз пише, що «першою чітко вираженою магією в Британії було використання табличок проклять, які прийшли з римлянами».
Поттер і Джонс писали, що «деякі класичні божества, зокрема Геката з підземного світу, мали потрійні прояви. У римській Британії близько п'ятдесяти присвят Матерям зафіксовано в кам'яних написах та інших предметах, що є переконливим доказом важливості культу серед місцевих кельтів та інших народів».
У 1979-80 роках на залишках міста Аква Суліс (нині Бат в Англії) були знайдені таблички з прокляттям Бата. Усі 130 табличок, окрім однієї, стосувалися повернення вкрадених речей. Понад 80 подібних табличок було знайдено на залишках храму Меркурія неподалік, у Вест-Гіллі, Улі, що зробило південно-західну Британію одним з головних центрів знахідок латинських defixiones.
Більшість написів зроблено розмовною латиною і, зокрема, вульгарною латиною романо-британського населення, відомою як « британська латина». Два написи зроблені мовою, яка не є латиною, хоча в них використовуються латинські літери, і, можливо, британською кельтською мовою. Якщо це так, то вони були б єдиними прикладами писемності давньої британської кельтської мови; однак, поки що не існує наукового консенсусу щодо їх розшифровки.

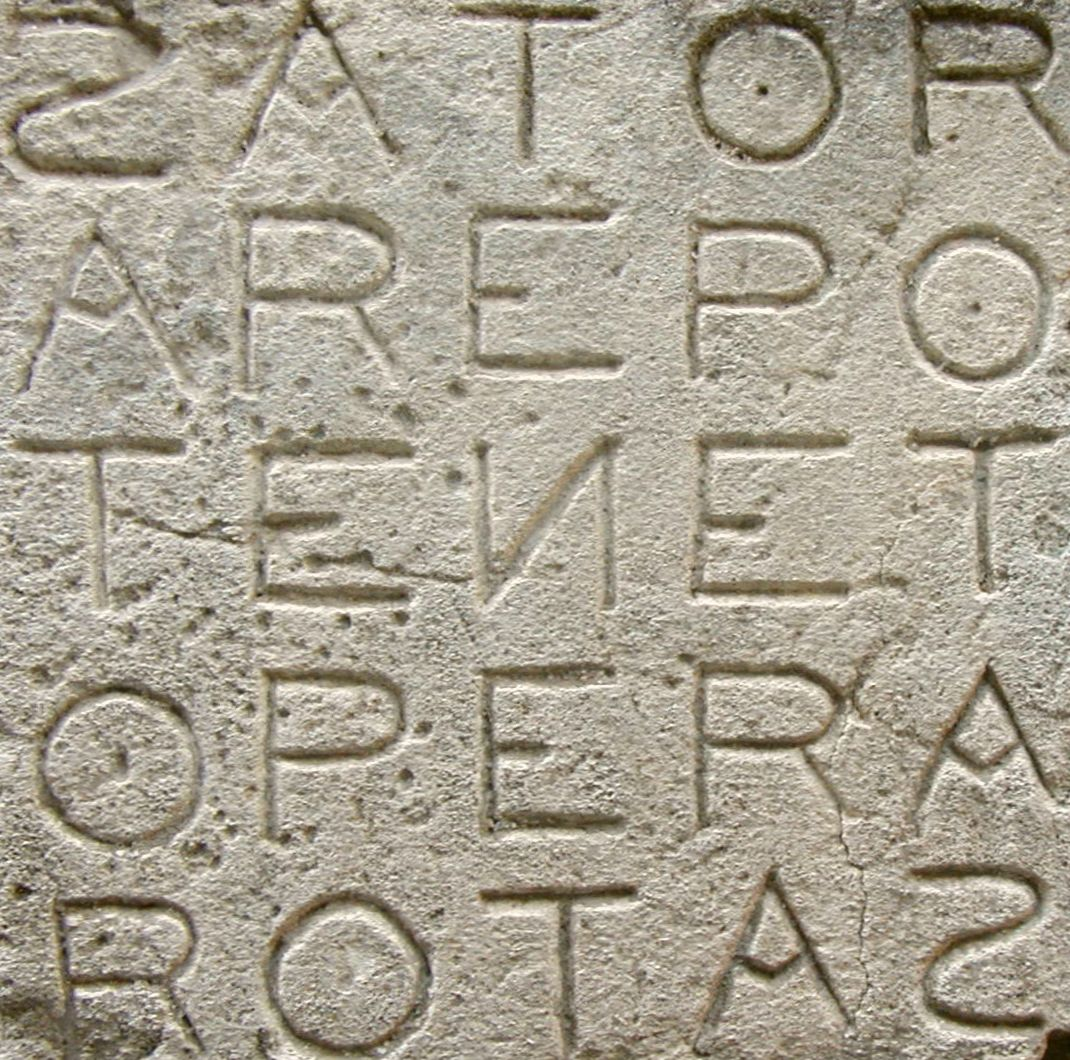
Квадрат Сатора (викладений у форматі SATOR), викарбуваний на стіні середньовічного міста-фортеці Оппед-ле-В'є, Франція

У церкві Рівінгтон у графстві Ланкашир, Англія, є також середньовічний магічний квадрат тамплієрів. Науковці знайшли середньовічні чари, ліки та засоби на основі Сатори, які застосовувалися для різноманітних цілей: від пологів, зубного болю, любовного зілля до способів захисту від злих чар і навіть для визначення того, чи є хтось відьмою. Річард Кавендіш зазначає, що в середньовічному манускрипті в Бодліані сказано: «Напиши ці [п'ять сатор] слів на пергаменті кров'ю Калвера [голуба] і носи його в лівій руці, і проси, чого хочеш, і будеш мати це. fiat».
У середньовіччі римський храм у Баті був включений до складу Британського королівства. Кажуть, що термальні джерела в Баті були присвячені Мінерві легендарним королем Бладудом, а храм там був наділений вічним вогнем.

## У середньовічній Європі

### Роль Справи Британії в засудженніґоетії

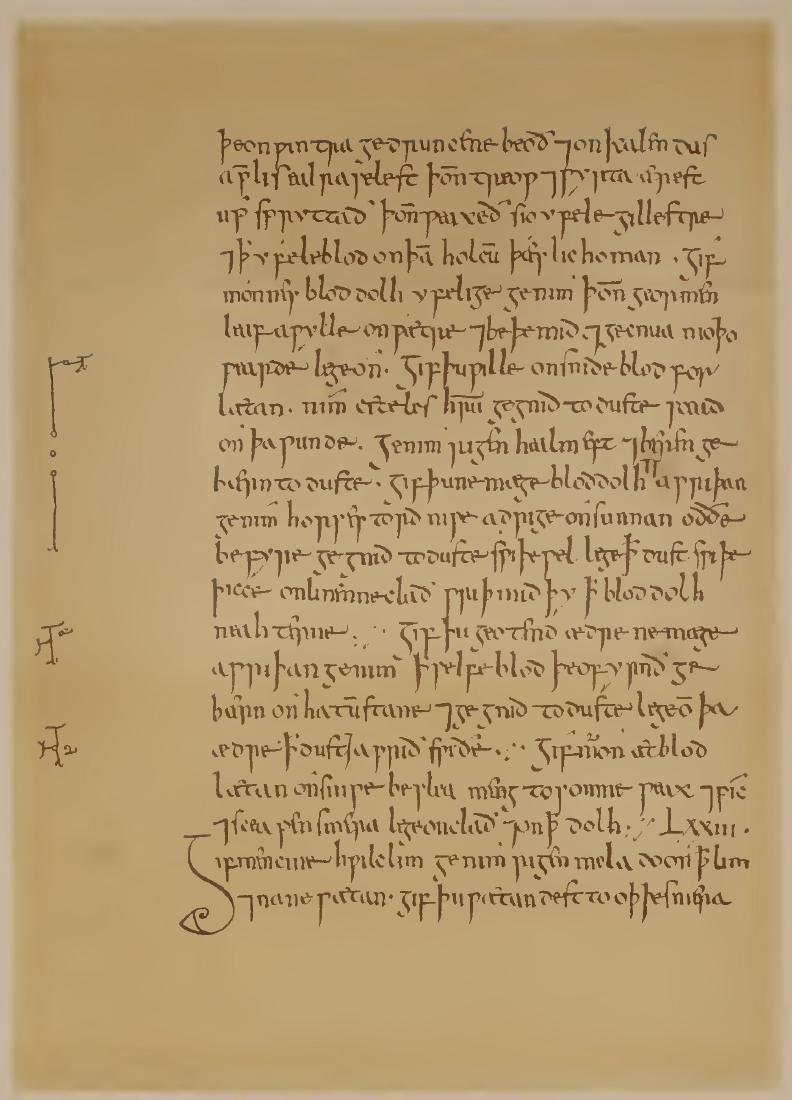
Факсимільна сторінка «Книги п'явок Лисого»

Годфрід Стормс стверджував, що анімізм відігравав значну роль у світогляді англосаксонської магії, зазначаючи, що в записаних замовляннях «всілякі явища приписуються видимому або невидимому втручанню добрих або злих духів». Основною істотою потойбічного світу, яка з'являється в англосаксонських замовляннях, є ælf (називний відмінок множини ylfe, «ельф»), істота, яка, як вважалося, викликає хвороби у людей. Іншим типом демонічної істоти, яка, за повір'ям, завдавала фізичної шкоди в англосаксонському світі, був dweorg або dƿeorg / dwerg («гном»), якого Стормс характеризував як «духа хвороби». Ряд замовлянь передбачає віру в те, що злісні «духи хвороб» спричиняють хвороби, вселяючись у кров людини. Такі замовляння пропонують засоби для вигнання цих духів, закликаючи пустити кров, щоб вигнати з нею духа хвороби.
З прийняттям християнства деякі з цих дохристиянських міфологічних істот були переосмислені як дияволи, які також згадуються в збережених оберегах. У пізній англосаксонській Англії нігромантія («чорна магія», яку іноді плутають з некромантією) була серед чаклунських практик, засуджених Ельфриком Ейншемським (бл. 955 – бл. 1010):
Відьми досі ходять на перехрестя доріг і до язичницьких поховань зі своєю оманливою магією і закликають диявола; і він приходить до них в образі людини, яка там похована, немов воскресає зі смерті.

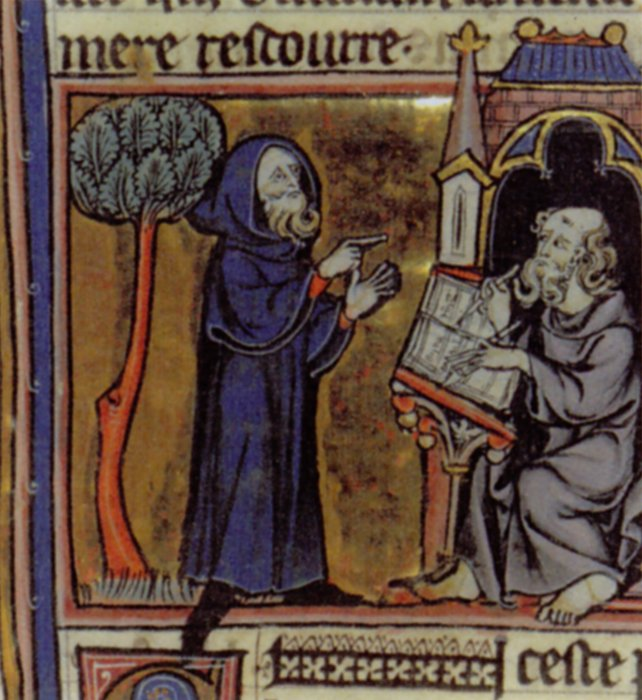
Вважається, що Мерлін народився від зв'язку інкуба зі смертною (ілюстрація з французького манускрипту 13 століття)

Григорій Ніський (бл. 335 – бл. 395) говорив, що демони мали дітей від жінок, яких називали камбіонами, що, на додачу до дітей, які вони мали між собою, сприяло збільшенню кількості демонів. Однак перша популярна розповідь про такий союз і потомство з'являється в західній літературі лише близько 1136 року, коли Джеффрі Монмутський написав історію про Мерліна у своєму псевдоісторичному викладі британської історії Historia Regum Britanniae («Історія королів Британії»), в якому він повідомив, що батько Мерліна був інкубом.
Енн Лоуренс-Мазерс пише, що в той час «...погляди на демонів і духів були все ще відносно гнучкими. Все ще існувала ймовірність того, що демони класичної традиції відрізнялися від демонів Біблії». Розповіді про сексуальні стосунки з демонами в літературі продовжуються «Життям святого Бернарда» Джеффрі Осерського (прибл. 1160) та «Життям і чудесами святого Вільяма з Норвіча» Томаса з Монмута (прибл. 1173). Тема сексуальних стосунків з демонами стає предметом дедалі більшого зацікавлення письменників кінця 12 століття.
Prophetiae Merlini («Пророцтва Мерліна»), латинський твір Джеффрі Монмутського, що був у обігу до 1135 року, можливо, як пасквіль або короткий твір, був першим твором про пророка Мірдіна, написаним не валлійською мовою. «Пророцтва» широко читали — і їм вірили — так само, як і пророцтвам Нострадамуса через століття; Джон Джей Паррі та Роберт Колдуелл зазначають, що Prophetiae Merlini «сприймалися дуже серйозно, навіть вченими і світськими мудрецями, в багатьох народах», і наводять приклади такої довірливості ще в 1445 році.
Лише починаючи з 1150-х років Церква звернула увагу на визначення можливих ролей духів і демонів, особливо щодо їхньої сексуальності та у зв'язку з різними формами магії, які, як тоді вважалося, існували. Християнські демонологи зрештою дійшли згоди, що сексуальні стосунки між демонами і людьми існують, але вони розійшлися в думках щодо того, чому і як. Найпоширеніша точка зору полягає в тому, що демони спонукають чоловіків і жінок до гріха хтивості, а перелюб часто розглядається як пов’язаний гріх.

### Розглядґоетіїякmaleficium, чаклунства та відьомства

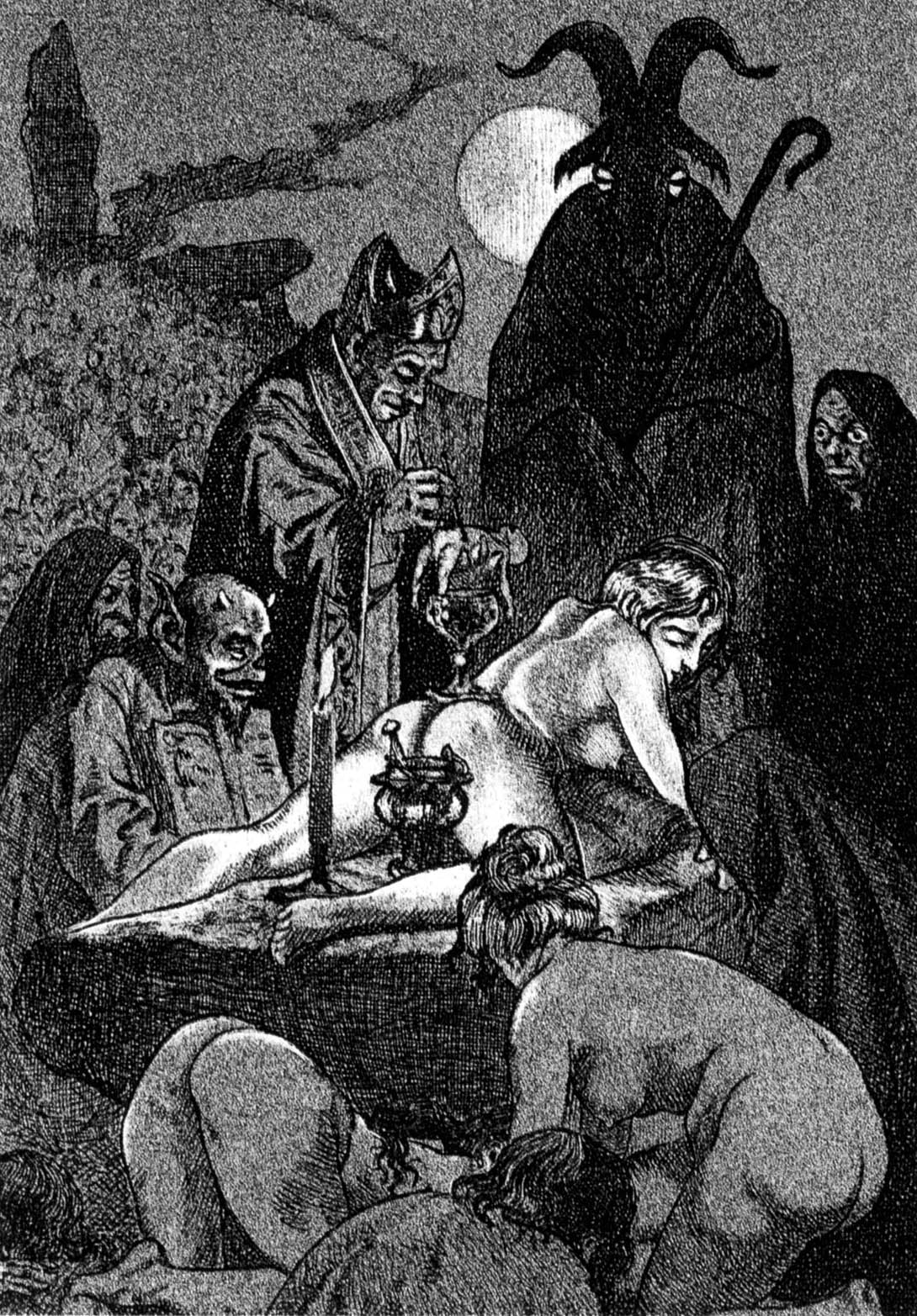
Ілюстрація Мартіна ван Маеля «відьомського шабашу» у виданні La Sorciere 1911 року, художник Жюль Мішле

Ґоетію та деякі (хоча не всі) середньовічні ґримуари стали асоціюватися з демонолатрією. Ці ґримуари містять магічні слова сили та інструкції для виклику духів, що походять із давніх язичницьких традицій. Джерела включають ассирійське, єгипетське, перське, грецьке, кельтське та англосаксонське язичництво та включають демонів або дияволів, згаданих у Біблії як-от Асмодей, Астарот і Вельзевул.
У 14 столітті чаклунів боялися і поважали в багатьох суспільствах, і вони використовували багато практик для досягнення своїх цілей. «Відьом або чаклунів зазвичай боялися і поважали, і вони використовували різноманітні засоби для досягнення своїх цілей, включаючи заклинання (формули або співи, що закликають злих духів), ворожіння та оракули (для передбачення майбутнього), амулети та чари (для відлякування ворожих духів і шкідливих подій), зілля чи мазі, а також ляльки чи інші фігурки (щоб представляти їхніх ворогів)».
У середньовічній Європі латинський юридичний термін maleficium застосовувався до форм чаклунства або відьомства, які здійснювалися з наміром завдати шкоди. На початку 14 століття малефіція була одним із звинувачень, висунутих проти лицарів-тамплієрів.
Малефіцію визначали як «практику зловмисної магії, що походить від кидання жереба як засобу передбачення майбутнього в стародавньому середземноморському світі» або як «акт чаклунства, здійснений з наміром заподіяти шкоду або травму; завдана шкода». Загалом, цей термін застосовується до будь-якої магічної дії, спрямованої на заподіяння шкоди або смерті людям чи майну. Льюїс і Рассел стверджували: «Maleficium становив загрозу не лише для окремих осіб, але й для громадського порядку, оскільки громада, охоплена підозрами щодо відьом, могла розколотися на частини». Звинувачених у малефіції карали ув'язненням або навіть стратою.
Чаклунство почали асоціювати зі старозавітною постаттю Соломона; були написані різні ґримуари або книги, що описують магічні практики, які нібито були написані Соломоном. Одним із добре відомих готичних ґримуарів є Ars Goetia, включений до тексту 16-го століття, відомого як «Малий ключ Соломона», який, ймовірно, був складений на основі матеріалів, що датуються кількома століттями раніше.
Одним з найбільш очевидних джерел для Ars Goetia є Pseudomonarchia Daemonum («Ієрархія демонів») Йоганна Вейєра в його De praestigiis daemonum (1577). Вейєр розповідає, що його джерелом цієї інформації була книга під назвою Liber officiorum spirituum, seu liber dictus Empto Salomonis, de principibus et regibus demoniorum («Книга відомств духів, або книга під назвою Empto, написана Соломоном, про князів і царів демонів»). Вейєр не цитує і не знає про будь-які інші книги в «Лемегетоні», що дозволяє припустити, що «Лемегетон»  був похідним від його праці, а не навпаки. Крім того, деякі матеріали були взяті з «Трьох книг окультної філософії» (1533) Генріха Корнеліуса Агріппи і «Семиріччя» псевдо-П'єтро д'Абано.
У пізньому Середньовіччі в різних європейських мовах з'явилися слова на позначення цих практиків шкідливих магічних дій: sorcière французькою, Hexe німецькою, strega італійською та bruja іспанською. Англійський термін на позначення зловмисних практиків магії, відьма, походить від більш раннього давньоанглійського терміну wicce. Людина, яка займається чаклунством, називається чаклуном або відьмою, тобто людиною, яка намагається змінити світ за допомогою окультизму. Слову «відьма» понад тисячу років: давньоанглійська утворила сполуку wiccecræft від wicce («відьма») і cræft («ремесло»). Формою чоловічого роду була wicca («чоловік-чаклун»). У ранній сучасній шотландській мові слово «warlock» стало використовуватися як чоловічий еквівалент відьми (слова, яке використовується переважно для позначення жінок).
Напевно, найвідомішою характеристикою чаклуна чи відьми є їхня здатність накладати закляття — набір слів, формула чи вірш, ритуал або їх поєднання, які використовуються для здійснення магії. Традиційно заклинання здійснювалися багатьма способами, такими як нанесення гліфів або сигіл на предмет для надання цьому предмету магічної сили; спалення або зв'язування воскового або глиняного зображення (ляльки, маріонетки) людини для магічного впливу на неї; читання заклинань; виконання фізичних ритуалів; шляхом використанн магічних трав як амулетів або зілля; вдивляння в дзеркала, мечі чи інші відображення (видіння) з метою ворожіння; і багатьма іншими засобами.
В епоху Відродження багато магічних практик і ритуалів ґоетії вважалися злом або антирелігійними, а отже, чорною магією в широкому розумінні. Чаклунство та нетрадиційні езотеричні дослідження були заборонені та переслідувалися інквізицією.

### Європейське полювання на відьом і суди над відьмами

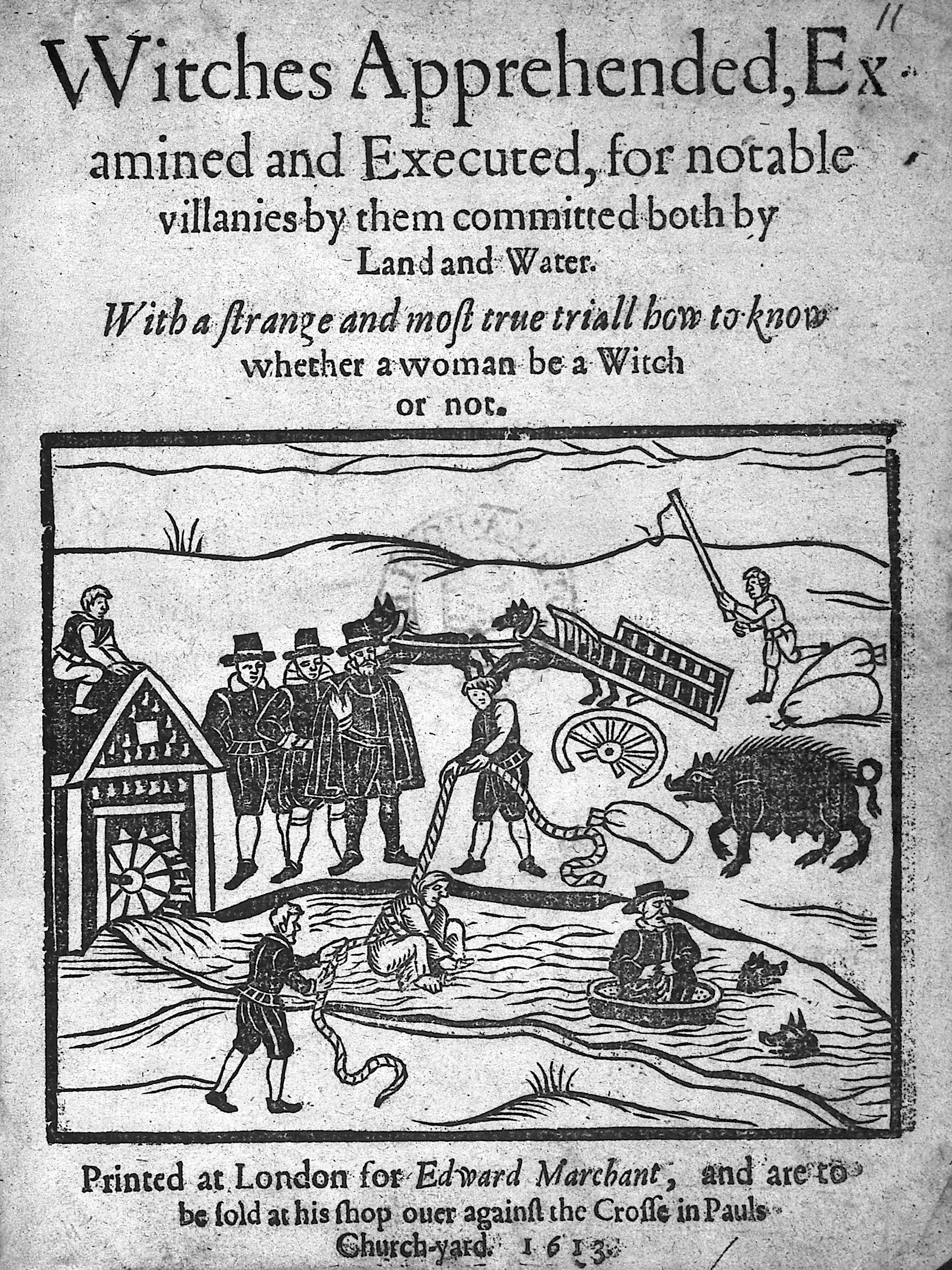
Англійський памфлет 1613 року, на якому зображені «Відьми, затримані, допитані та страчені».

У християнстві чаклунство стало асоціюватися з єрессю та відступництвом і вважалося злом. Серед католиків, протестантів і світського керівництва Європив періоду раннього Нового періоду зростав страх перед чаклунством і відьмацтвом, який іноді призводив до широкомасштабних полювань на відьом. Ключовим століттям стало п'ятнадцяте, коли різко зросла обізнаність про чаклунство і терор проти нього, кульмінацією якого стала публікація Malleus Maleficarum, але підготовлена фанатичними популярними проповідниками як-от Бернардіно з Сієни.
Malleus Maleficarum (лат. «Молот відьом») — посібник із полювання на відьом, написаний 1486 року двома німецькими ченцями Генріхом Крамером і Якобом Шпренгером. Він використовувався як католиками, так і протестантами протягом кількох сотень років, описуючи, описуючи, як ідентифікувати відьму, що робить жінку більш схильною до відьомства, ніж чоловіка, як віддати відьму під суд і як покарати відьму. Книга визначає відьму як злу істоту, яка, як правило, є жінкою. Книга стала настільною книгою для світських судів у всій Європі епохи Відродження, але не використовувалася інквізицією, яка навіть застерігала не покладатися на цей твір. Загалом, десятки і сотні тисяч людей були страчені, інших ув'язнили, піддали тортурам, заслали, конфіскували землі і майно. Більшість звинувачених були жінками, хоча в деяких регіонах більшість становили чоловіки.
Йоганн Вейєр (1515–1588) — нідерландський лікар, окультист і демонолог, учень і послідовник Генріха Корнеліуса Агріппи. Він був одним із перших, хто виступив проти переслідування відьом. Його найвпливовіша праця — De Praestigiis Daemonum et Incantationibus ac Venificiis («Про ілюзії демонів і про чари й отрути»; 1563).
1584 року англійський письменник Реджинальд Скот опублікував книгу «Відкриття чаклунства»,  яка мала на меті викриття ранньомодерного чаклунства. Скот вважав, що переслідування звинувачених у чаклунстві було ірраціональним і християнським, і покладав відповідальність за це на Римську церкву. Згідно з поширеною думкою, всі доступні примірники книги були спалені після вступу на престол Якова I у 1603 році.
У 1597 році король Яків I (VI) опублікував трактат «Демонологія» — філософську дисертацію про тогочасну некромантію та історичні зв'язки між різними методами ворожіння, що використовувалися з часів давньої чорної магії. Він був перевиданий у 1603 році, коли Яків посів англійський престол. Поширеною є думка, що король Яків написав «Демонологію» у відповідь на скептичні публікації як-от книга Скота.
Європейські суди над відьмами досягли свого піку на початку 17-го століття, після чого суспільні настрої почали обертатися проти цієї практики. У книзі Фрідріха Шпеє Cautio Criminalis, опублікованій 1631 року, стверджувалося, що суди над відьмами були здебільшого ненадійними та аморальними. У 1682 році король Людовик XIV заборонив подальші процеси над відьмами у Франції. 1736 року Велика Британія офіційно припинила процеси над відьмами, ухваливши Закон про чаклунство.

## Магічне відродження
Магічне відродження ґоетії набрало значних обертів у 19 столітті завдяки постатям як-от Еліфас Леві. Леві, французький окультист і письменник, відіграв ключову роль у переосмисленні та популяризації магічних традицій, в тому числі й Ґоетії. Його роботи, такі як «Ключ таємниці» та «Трансцендентальна магія», синтезували елементи кабали, герметизму та церемоніальної магії. З точки зору Леві, ґоетія є засобом використання та оволодіння силами духовного світу для особистої трансформації. Він наголошував на морально-етичному значенні магічної практики, відображаючи мінливий інтелектуальний ландшафт того часу.
Алістер Кроулі, центральна фігура в окультизмі 20-го століття, продовжив магічне відродження Ґоетії. Як член Герметичного ордену Золотої Зорі, Кроулі перебував під глибоким впливом його вчень і ритуалів. Його дослідження Ґоетії можна побачити в його «Книзі Ґоетії царя Соломона», яка пропонує його погляд на роботу з духами. Підхід Кроулі поєднував його інтерпретацію церемоніальної магії, східного містицизму та особистого експериментування. Він наголошував на волі та авторитеті мага в командуванні духами, що відображало його індивідуалістичну та трансформаційну магічну філософію.
Магічне відродження Ґоетії зберігається до наших днів у сфері окультизму. Сучасні практики церемоніальної магії, окультних традицій та езотерики часто включають елементи Ґоетії. Ці люди черпають натхнення в історичних ґримуарах, включаючи класичний «Малий ключ Соломона», одночасно інтерпретуючи та адаптуючи його ритуали відповідно до своїх особистих вірувань і духовних цілей. Хоча деякі вважають ґоетію шляхом до самовдосконалення та духовного зміцнення, інші вбачають в ній історичну цікавість або засіб з'єднання із символічними силами.

### Нотатки
1. ↑  The latter republished spuriously as a purported Fourth Book of Agrippa.
2. ↑  Jolly, Raudvere та Peters, (2002), с. 241: "In 1538 the Spanish Inquisition cautioned its members not to believe everything the Malleus said, even when it presented apparently firm evidence."

### Цитування
1. 1 2 3  Drury та Hume, (2013), с. 124.
2. ↑  Davies, (2009), с. 1.
3. ↑  Davies, (2009), с. 2—5.
4. ↑  Davies, (2009), с. 6—7.
5. ↑  Davies, (2009), с. 8.
6. 1 2  Davies, (2009), с. 8—9.
7. 1 2  Davies, (2009), с. 10.
8. 1 2  Davies, (2009), с. 7.
9. ↑  Graf, (2011), с. 133.
10. ↑  Butler, (1979).
11. ↑  Davies, (2009), с. 12—13.
12. ↑  Davies, (2009), с. 18—20.
13. ↑  Bremmer, (2002), с. 1.
14. 1 2 3 4  Otto та Stausberg, (2013), с. 16.
15. ↑  Davies, (2012), с. 41.
16. ↑  Gordon, (1999), с. 163.
17. ↑  Luck, (1985), с. 51.
18. ↑  Luck, (1999), с. 99, 101.
19. ↑  Gordon, (1999), с. 164.
20. ↑  Kindt, (2012), с. 95—96.
21. ↑  Hinnells, (2009), с. 313.
22. ↑  Kindt, (2012), с. 96.
23. ↑  Kindt, (2012), с. 102—103.
24. ↑  Betz, (1986), с. xii—xlv.
25. ↑  Lewy, (1978), с. 439.
26. ↑  Betz, (1986), с. 34.
27. 1 2  Gordon, (1999), с. 165.
28. ↑  Davies, (2012), с. 32—33.
29. ↑  Otto та Stausberg, (2013), с. 17.
30. ↑  Drijvers та Hunt, (1999), с. 208ff.
31. ↑  Dvorjetski, (2007), с. 103.
32. ↑  Faraone, (2021).
33. ↑  Melrose, (2018), с. 240.
34. ↑  Potter та Johns, (1992), с. 161.
35. ↑  Gordon та Simon, (2010), с. 15.
36. ↑  Flint, (1998), с. 37—38.
37. ↑  Curse Tablets from Roman Britain, UK: Oxford, процитовано 25 грудня 2006.
38. ↑  Adams, (2005), с. 68.
39. ↑  Adams, (1992), с. 1.
40. ↑  Frend, (2006), с. 89.
41. ↑  Tomlin, (2011).
42. ↑  Esks, (2006), с. 970.
43. ↑  Rawlinson, (1981), с. 42.
44. ↑  Sheldon, (2003).
45. ↑  Cavendish, (1983), с. 130.
46. ↑  Geoffrey of Monmouth. Historia Regum Britanniae, II:10.
47. ↑  Storms, (1948), с. 49—50.
48. ↑  Storms, (1948), с. 50—51.
49. 1 2  Storms, (1948), с. 51.
50. ↑  Storms, (1948), с. 51—52.
51. ↑  Semple, (2003).
52. ↑  Semple, (1998).
53. ↑  Pope, (1968), с. 796.
54. ↑  Meaney, (1984).
55. 1 2 3 4 5  Lawrence-Mathers, (2020).
56. ↑  Fulton, (2012), с. 98.
57. ↑  Harper-Bill та Van Houts, (2007), с. 200ff.
58. ↑  Barber, (1999), с. 155.
59. ↑  Parry та Caldwell, (1959), с. 79.
60. 1 2  Witchcraft. Encyclopedia Britannica (англ.). Процитовано 12 травня 2018.
61. ↑  Napier, (2017).
62. ↑  Bailey, (2018), с. 21.
63. ↑  Campbell, (1937).
64. ↑  Stoyanov, (2000).
65. ↑  maleficium. Oxford Dictionaries. Архів оригіналу за 13 травня 2018. Процитовано 12 травня 2018. [Архівовано 2018-05-13 у Wayback Machine.]
66. ↑  Kierner, (2015).
67. ↑  Kierner, (2015), с. 19.
68. ↑  Kent, (2005).
69. ↑  Davies, (2012), с. 35.
70. ↑  Peterson, (2001), с. xi—xvii.
71. ↑  Rudd, (2007), с. 399.
72. 1 2 3  Peterson, (2001), с. xiii-xiv.
73. ↑  Waite, (1913), Part I, Chapter III, section 2.
74. ↑  Rudd, (2007), с. 31—43.
75. 1 2  Bailey, (2018), с. 22.
76. ↑  Harper, (n.d.).
77. ↑  Home : Oxford English Dictionary. oed.com. Архів оригіналу за 18 липня 2021. Процитовано 18 липня 2021. [Архівовано 2021-07-18 у Wayback Machine.]
78. ↑  Oxford English Dictionary, the Compact Edition. Oxford, England: Oxford University Press. 1971. с. 2955.
79. ↑  Luck, (1985), с. 254, 260, 394.
80. ↑  Kittredge, (1929), с. 172.
81. ↑  Zambelli, 2007, с. [сторінка?].
82. ↑  Mormando, (1999), с. 52—108.
83. ↑  Campbell, (2011), с. 27.
84. ↑  Gibbons, (1998).
85. ↑  Barstow, (1994), с. 23.
86. ↑  Almond, (2009).
87. ↑  Ryynänen, (2010), с. 8.
88. ↑  Reilly, (1956).
89. ↑  Bath та Newton, (2008).
90. ↑  McIntosh, (2011).
91. ↑  Grant, (2010).
92. ↑  Butler, (2011), с. 48—51.

### Процитовані праці
- Adams, Geoffrey W. (2005). Romano-Celtic Élites and Their Religion: A Study of Archaeological Sites in Gloucestershire. Caeros Pty. ISBN 978-0-9758445-1-9.
- Adams, J. N. (1992). British Latin: The Text, Interpretation and Language of the Bath Curse Tablets. Britannia. 23: 1—26. doi:10.2307/526102. ISSN 0068-113X. JSTOR 526102. S2CID 163388305.
- Almond, Philip C. (2009). King James I and the burning of Reginald Scot's The Discoverie of Witchcraft: The invention of a tradition. Notes and Queries. 56 (2): 209—213. doi:10.1093/notesj/gjp002.
- Bailey, Michael D. (2018). Magic: The Basics. Abingdon and New York: Routledge. ISBN 978-1-138-80961-1.
- Barber, Richard (1999). Arthurian Literature. Boydell & Brewer Ltd. ISBN 978-0-85991-163-4.
- Barstow, Anne Llewellyn (1994). Witchcraze: A New History of the European Witch Hunts. San Francisco: Pandora. ISBN 978-0062500496.
- Bath, Jo; Newton, John, ред. (2008). Witchcraft and the Act of 1604. Leiden: Brill. с. 243—244. ISBN 978-9004165281.
- Betz, Hans Dieter, ред. (1986). The Greek Magical Papyri in Translation, Including the Demotic Spells. Т. 1. Chicago: University of Chicago Press. ISBN 978-0226044477.
- Bremmer, Jan N. (2002). The Birth of the Term Magic. У Bremmer, Jan N.; Veenstra, Jan R. (ред.). The Metamorphosis of Magic from Late Antiquity to the Early Modern Period. Leuven: Peeters. с. 1—2. ISBN 9789042912274.
- Butler, A. (2011). Victorian Occultism and the Making of Modern Magic: Invoking Tradition. Palgrave Macmillan UK. ISBN 978-0-230-29470-7.
- Butler, E. M. (1979). The Solomonic Cycle. Ritual Magic (вид. Reprint). CUP Archive. ISBN 0-521-29553-X.
- Campbell, G. A. (1937). The Knights Templar: Their Rise and Fall. London: Duckworth. с. 228—230.
- Campbell, Heather M., ред. (2011). The Emergence of Modern Europe: c. 1500 to 1788. Britannica Educational Publishing. ISBN 978-1615303434.
- Cavendish, Richard (1983). The Black Arts: A Concise History of Witchcraft, Demonology, Astrology (вид. 40th). TarcherPerigee. ISBN 978-0399500350.
- Chambers, Robert (1861). Domestic Annals of Scotland. Edinburgh, Scotland. ISBN 978-1298711960.
- Davies, Owen (1999). Witchcraft, Magic and Culture, 1736–1951. Manchester, England: Manchester University Press. ISBN 978-0719056567.
- Davies, Owen (2009). Grimoires: A History of Magic Books. Oxford University Press USA. ISBN 978-0199204519. OCLC 244766270.
- Davies, Owen (2012). Magic: A Very Short Introduction. Oxford: Oxford University Press. ISBN 978-0199588022.
- Drijvers, Jan Willem; Hunt, David (1999). The Late Roman World and Its Historian: Interpreting Ammianus Marcellinus (вид. 1st). London: Routledge. ISBN 9780415202718.
- Drury, Neville; Hume, Lynne (2013). The Varieties of Magical Experience: Indigenous, Medieval, and Modern Magic. Bloomsbury Academic. ISBN 978-1440804182.
- Dvorjetski, Estee (2007). Leisure, Pleasure and Healing: Spa Culture and Medicine in Ancient Eastern Mediterranean. BRILL. ISBN 978-9004156814.
- Esks, Joseph (2006). Inscriptions in the Celtic World: Ancient. У Koch, John T. (ред.). Celtic Culture: A Historical Encyclopedia. с. 965—970. ISBN 978-1-85109-440-0.
- Faraone, Christopher (2021). HECATE ERESHKIGAL ON THE AMULETS, MAGICAL PAPYRI AND CURSE TABLETS OF LATE-ANTIQUE EGYPT. У Galoppin, Thomas; Bonnet, Corinne (ред.). Divine Names on the Spot: Towards a Dynamic Approach of Divine Denominations in Greek and Semitic Contexts. Т. 293. Peeters Publishers. с. 206—31. ISBN 9789042947269. JSTOR j.ctv28bqkvn.13.
- Flint, Valerie та ін. (1998). Witchcraft and Magic in Europe: Ancient Greece and Rome. Т. 2. Bloomsbury Academic. ISBN 0485891026.
- Frend, William H. C. (2006). Roman Britain, A Failed Promise. У Carver, Martin (ред.). The Cross Goes North: Processes of Conversion in Northern Europe, AD 300-1300. Boydell Press. с. 79—93. ISBN 978-1-84383-125-9.
- Fulton, Helen (2012). A Companion to Arthurian Literature. John Wiley & Sons. ISBN 978-0-470-67237-2.
- Gibbons, Jenny (1998). Recent Developments in the Study of the Great European Witch Hunt. The Pomegranate. 5 (5): 2—16. doi:10.1558/pome.v13i5.2.
- Gordon, Richard (1999). Imagining Greek and Roman Magic. У Ankarloo, Bengt; Clark, Stuart (ред.). The Athlone History of Witchcraft and Magic in Europe. Т. 2: Ancient Greece and Rome. London: Athlone Press. с. 159—275. ISBN 978-0485890020.
- Gordon, Richard; Simon, Francisco Marco (2010). Magical Practice in the Latin West. BRILL. ISBN 9789004179042.
- Graf, Fritz (2011). Magic and Divination: Two Apolline Oracles on Magic. У Bohak, Gideon; Harar, Yuval; Shaked, Shaul (ред.). Continuity and Innovation in the Magical Tradition. Netherlands: Brill. ISBN 978-9004203518.
- Grant, Kenneth (2010). The Magical Revival. Starfire Publishing. ISBN 978-1-906073-03-9.
- Harper, Douglas (n.d.). witchcraft (n.). Online Etymology Dictionary. Архів оригіналу за 5 листопада 2013. Процитовано 29 жовтня 2013.
- Harper-Bill, Christopher; Van Houts, Elisabeth (2007). A Companion to the Anglo-Norman World. Boydell & Brewer Ltd. ISBN 978-1-84383-341-3.
- Hinnells, John (2009). The Penguin Handbook of Ancient Religions. London: Penguin. ISBN 978-0141956664.
- Jolly, Karen; Raudvere, Catharina; Peters, Edward (2002). Witchcraft and Magic in Europe: The Middle Ages. New York City: A&C Black. ISBN 978-0485890037.
- Kent, E. J. (2005). Masculinity and Male Witches in Old and New England, 1593–1680. History Workshop Journal. 60 (60): 69—92. doi:10.1093/hwj/dbi034. JSTOR 25472816. S2CID 162310538.
- Kierner, Cynthia A. (2015). Virginia Women: Their Lives and Times. University of Georgia Press. ISBN 978-0820347417.
- Kindt, Julia (2012). Rethinking Greek Religion. Cambridge: Cambridge University Press. ISBN 978-0521110921.
- Kittredge, George Lyman (1929). Witchcraft in Old and New England. New York City: Russell & Russell. ISBN 978-0674182325.
- Lawrence-Mathers, A. (2020) [2012]. Chapter 6: A Demonic Heritage. The True History of Merlin the Magician. Yale University Press. ISBN 978-0300253085.
- Lewy, Hans (1978). Oracles and Theurgy: Mysticism, Magic and Platonism in the Later Roman Empire. Paris: Études Augustiniennes. ISBN 978-2851210258.
- Luck, Georg (1985). Arcana Mundi: Magic and the Occult in the Greek and Roman Worlds. Baltimore: The Johns Hopkins University Press.
- Luck, Georg (1999). Witches and Sorcerers in Classical Literature. У Ankarloo; Clark (ред.). Witchcraft and Magic in Europe: Ancient Greece and Rome. University of Pennsylvania Press. ISBN 9780812235197.
- McIntosh, C. (2011). Eliphas Lévi and the French Occult Revival. State University of New York Press. ISBN 978-1-4384-3558-9.
- McNeill, F. Marian (1957). The Silver Bough: A Four Volume Study of the National and Local Festivals of Scotland. Т. 1. Edinburgh: Canongate Books. ISBN 978-0862412319.
- Meaney, Audrey L. (December 1984). Æfric and Idolatry. Journal of Religious History. 13 (2): 119—135. doi:10.1111/j.1467-9809.1984.tb00191.x.
- Melrose, R. (2018). Magic in Britain: A History of Medieval and Earlier Practices. McFarland, Incorporated, Publishers. ISBN 978-1476674001.
- Mormando, Franco (1999). The Preacher's Demons: Bernardino of Siena and the Social Underworld of Early Renaissance Italy. Chicago, Illinois: University of Chicago Press. ISBN 0226538540.
- Napier, G. (2017). Maleficium: Witchcraft and Witch Hunting in the West. Amberley Publishing. ISBN 978-1445665115.
- Otto, Berndt-Christian; Stausberg, Michael (2013). Defining Magic: A Reader. Durham: Equinox. ISBN 978-1908049803.
- Parry, John Jay; Caldwell, Robert (1959). Geoffrey of Monmouth. У Loomis, Roger S. (ред.). Arthurian Literature in the Middle Ages. Oxford University: Clarendon Press.
- Peterson, Joseph H., ред. (2001). Lemegeton Clavicula Salomonis: The Lesser Key of Solomon, Detailing the Ceremonial Art of Commanding Spirits Both Good and Evil. York Beach, Maine: Weiser Books.
- Pope, J. C. (1968). Homilies of Aelfric: a supplementary collection. Early English Text Society 260. Т. II. Oxford, England: Oxford University Press.
- Potter, T. W.; Johns, C. (1992). Roman Britain. University of California Press. ISBN 978-0520081680.
- Rawlinson, John (1981). About Rivington (вид. 3rd). Nelson Brothers. ISBN 978-0950061528.
- Reilly, Pamela (October 1956). Some Notes on Friedrich von Spee's 'Cautio Criminalis'. The Modern Language Review. 51 (4): 536—542. doi:10.2307/3719223. JSTOR 3719223.
- Rudd, Thomas (2007). Skinner, Stephen; Rankine, David (ред.). The Goetia of Dr Rudd. Golden Hoard Press.
- Ryynänen, Timo (2010). James VI: The demonologist king: Demonic descriptions and their context in James VI's Daemonologie (PDF). Itä-Suomen yliopisto.
- Semple, Sarah (June 1998). A fear of the past: The place of the prehistoric burial mound in the ideology of middle and later Anglo-Saxon England. World Archaeology. 30 (1): 109—126. doi:10.1080/00438243.1998.9980400. JSTOR 125012.
- Semple, Sarah (December 2003). Illustrations of damnation in late Anglo-Saxon manuscripts (PDF). Anglo-Saxon England. 32: 231—245. doi:10.1017/S0263675103000115. S2CID 161982897.
- Sheldon, Rose Mary (2003). The Sator Rebus: An unsolved cryptogram?. Cryptologia. 27 (3): 233—287. doi:10.1080/0161-110391891919. S2CID 218542154. Процитовано 10 вересня 2022.
- Sinclair, George (1871). Satan's Invisible World Discovered. Edinburgh.
- Storms, Godfrid (1948). Anglo-Saxon Magic. The Hague: Martinus.
- Stoyanov, Y. (2000). The Other God: Dualist Religions from Antiquity to the Cathar Heresy. Yale University Press. ISBN 978-0300082531.
- Tomlin, Roger (2011). Writing and Communication. У Allason-Jones, Lindsay (ред.). Artefacts in Roman Britain: Their Purpose and Use. Cambridge University Press. с. 133–152. ISBN 978-0-521-86012-3.
- Waite, Arthur Edward (1913). The Lesser Key of Solomon. The Book of Ceremonial Magic. London — через The Internet Sacred Text Archive.
- Zambelli, Paola (2007). White Magic, Black Magic in the European Renaissance. Brill Publishers. ISBN 978-9004160989.

## Додаткова література
- Aldhouse-green, M. (2018). Sacred Britannia: Gods and Rituals in Roman Britain from Caesar to Constantine. WW Norton. ISBN 978-0500252222.
- Birney, M. (1990). The Cult of Venus in Roman Britain (Дипломна робота). Michigan State University. Department of History of Art.
- Collins, David J. (2015). The Cambridge History of Magic and Witchcraft in the West: From Antiquity to the Present. Cambridge University Press. ISBN 978-1-316-23949-0.
- Costantini, L. (2019). Magic in Apuleius' Apologia: Understanding the Charges and the Forensic Strategies in Apuleius' Speech. De Gruyter. ISBN 978-3110616590.
- Crowhurst, D. (2021). Stellas Daemonum: The Orders of the Daemons (вид. Weiser Deluxe Hardcover). Red Wheel Weiser. ISBN 978-1633411647.
- Del Rio, M. A. (2000). Maxwell-Stuart, P. G. (ред.). Investigations Into Magic. Переклад: P. G. Maxwell-Stuart. Manchester: Manchester University Press. ISBN 978-0719049767.
- Dickie, M. W. (2003). Magic and Magicians in the Greco-Roman World. Taylor & Francis. ISBN 978-1134533367.
- Flint, V. I. J. (1991). The Rise of Magic in Early Medieval Europe. Princeton University Press. ISBN 978-0691001104.
- Harpur, P. (2007). The Philosophers' Secret Fire: A History of the Imagination. Australia: Blue Angel Gallery. ISBN 978-0980286526.
- Hewitt, J. F. (1890). Notes on the Early History of Northern India. Journal of the Royal Asiatic Society. 22: 697—758. doi:10.1017/S0035869X00143333. S2CID 163250901.
- Hindley, K. S. (2023). Textual Magic: Charms and Written Amulets in Medieval England. University of Chicago Press. ISBN 978-0226825335.
- Holst-Warhaft, G. (2002). Dangerous Voices: Women's Laments and Greek Literature. Taylor & Francis. ISBN 978-1134908080.
- Kieckhefer, R. (2014). Magic in the Middle Ages. Cambridge: Cambridge University Press. ISBN 978-1107431829.
- Lehrich, C. I. (2003). The Language of Demons and Angels: Cornelius Agrippa's Occult Philosophy. Belgium: Brill. ISBN 978-9004135741.
- Leitch, Aaron (2005). Secrets of the Magickal Grimoires: The Classical Texts of Magick Deciphered. Llewellyn Publications. ISBN 978-0738703039.
- Lisiewski, J. C. (2011). Howlings from the Pit: A Practical Handbook of Medieval Magic, Goetia and Theurgy. Original Falcon Press. ISBN 978-1935150459.
- Mastros, Sara L. (2024). The Sorcery of Solomon: A Guide to the 44 Planetary Pentacles of the Magician King. Red Wheel/Weiser. ISBN 978-1578637867.
- McKie, S. (2022). Living and Cursing in the Roman West: Curse Tablets and Society. Bloomsbury Publishing. ISBN 978-1350103016.
- Meggitt, Justin J. (2013). Did Magic Matter? The Saliency of Magic in the Early Roman Empire. Journal of Ancient History. 1 (2): 170—229. doi:10.1515/jah-2013-0010.
- Montesano, Marina, ред. (2020). Witchcraft, Demonology and Magic. Switzerland: Mdpi AG. ISBN 978-3039289592.
- Radulović, Nemanja; Hess, Karolina Maria, ред. (2019). Studies on Western Esotericism in Central and Eastern Europe. Hungary: JATE Press. ISBN 978-9633153970.
- Rampton, M. (2021). Trafficking with Demons: Magic, Ritual, and Gender from Late Antiquity to 1000. Cornell University Press. ISBN 978-1501702686.
- Saunders, C. J. (2010). Magic and the Supernatural in Medieval English Romance. Kiribati: D. S. Brewer. ISBN 978-1843842217.
- Sims-Williams, Patrick (1990). Religion and Literature in Western England, 600-800. Cambridge Studies in Anglo-Saxon England 3. Cambridge.
- Stratton, Kimberly B.; Kalleres, Dayna S., ред. (2014). Daughters of Hecate: Women and Magic in the Ancient World. Oxford University Press. ISBN 978-0199711550.
- Stratton-Kent, Jake (2010). Geosophia: The Argo of Magic: from the Greeks to the Grimoires. Scarlet Imprint/Bibliothèque Rouge. ISBN 978-0956720306.
- Stratton-Kent, Jake (2010). "The" Testament of Cyprian the Mage: Comprehending the Book of Saint Cyprian & His Magical Elements and an Elucidation of the Testament of Solomon. Scarlet Imprint/Bibliothèque Rouge. ISBN 978-0957449251.
- Stratton-Kent, Jake (2010). The Trve Grimoire: Encyclopaedia Goetica. Scarlet Imprint/Bibliothèque Rouge. ISBN 978-0956720320.
- Stratton-Kent, Jake (2015). Goetic Liturgy. Hadean Press Limited. ISBN 978-1907881435.
- Williams, Howard (1865). The Superstitions of Witchcraft. London: Longman, Green, Longman, Roberts, & Green — через Project Gutenberg.
- Young, F. (2022). Magic in Merlin's Realm: A History of Occult Politics in Britain. Cambridge University Press. ISBN 978-1316512401.